# 文山區
24°59′23″N 121°34′14″E / 24.989786°N 121.570458°E
文山區位於臺灣臺北市最南邊，北隔蟾蜍山、南港山系與臺北市中正、大安、信義、南港區相望，東為新北市深坑、石碇區，南與新店區接壤，西以新店溪與中永和為界。文山區係於1990年，由景美、木柵兩區合併而成。國立政治大學、世新大學、臺灣警察專科學校、中國科技大學、國立臺灣戲曲學院木柵校區、國立臺灣師範大學公館校區與考試院皆設於此，其中考試院是中華民國政府五院中唯一未設於臺北城內博愛特區者。區內著名旅遊景點有貓空、臺北市立動物園、指南宮、仙跡岩。
2010年臺北市舉辦2010年臺北國際花卉博覽會而制定區花，文山區區花為杏花，臺北市政府民政局也特別製作區花版門牌更換。

## 歷史
文山區原隸屬於臺北縣文山區深坑鄉，後自深坑鄉拆分獨立設置木柵鄉、景美鎮，後又將木柵、景美劃入臺北市改制為區，最後兩區合併後復取名為「文山區」。文山之名源自本區與新北市深坑區等地在清領時期道光年間，因山型如拳，定名為拳山堡；後因名稱不雅，取“文山秀氣”之意改稱為文山堡。
1723年，為臺灣府淡水廳拳山堡轄區。1875年，為臺北府淡水縣拳山堡轄區，1894年拳山堡更名為文山堡。
日治時期1895年，隸屬臺北縣文山堡（原由景尾辨務署管理、1900年改設深坑辦務署）。1901年，改隸深坑廳景尾支廳。1909年，改隸臺北廳新店支廳。1920年，改為臺北州文山郡深坑庄，轄區分為深坑子、土庫、升高坑、烏月、萬順寮、阿柔坑、萬盛、興福、內湖、坡內坑十個大字。
二戰後，1945年隸屬臺北縣文山區深坑鄉。1947年，深坑鄉行政區調整，原萬盛、興福之範圍新設景美鎮，內湖、坡內坑設木柵鄉，其餘仍為深坑鄉。1968年7月1日，景美鎮與木柵鄉劃入臺北市，改制為區。1990年3月12日，景美區與木柵區合併成立文山區迄今。

## 地理

### 地理位置
景美位於文山區西北部，木柵位於文山區東南部，與新北市新店形成三角的地理區，其共同交界點位在木柵路一段景興路口旁河堤外的河流中心線上。

北界：由西而東與中正區以基隆路分界，與大安區為蟾蜍山、芳蘭山、中埔山、軍功山分界，與信義區、南港區以南港山區分界。

西界：景美與新北市中和區、永和區以新店溪分界，木柵與新店區以景美溪分界。

南界：景美與新店區以景美溪分界，木柵與新北市新店區以山區分界。

東界：景美與木柵以景美山分界，木柵與新北市深坑區、石碇區以山區分界。

### 氣候
文山區為臺北市山區地形比例最高的一區，因此天氣相對市區來說較為潮濕。

### 人口
根據臺北市文山區戶政事務所統計，2024年底文山區戶數約11萬戶，人口約25.8萬人，區內人口最多與最少的里分別是木新里與老泉里，2024年底兩里人口分別為9,876人與839人。
人口數年份220,000230,000240,000250,000260,000270,000280,00019901995200020052010201520202025文山區歷年人口變化 (人口數)

## 政治

### 歷任首長
| 區長姓名 | 區長任期                       | 備註 |
| -------- | ------------------------------ | ---- |
| 楊勝雄   | 1990年3月12日－1996年2月1日    |      |
| 陳其墉   | 1996年2月1日－1999年3月15日    |      |
| 余星華   | 1999年3月17日－2000年7月17日   |      |
| 葉金福   | 2000年7月17日－2004年7月10日   |      |
| 李美麗   | 2004年9月9日－2007年10月2日    |      |
| 蘇素珍   | 2007年10月3日－2010年2月28日   |      |
| 蔡培林   | 2010年3月1日－2016年8月1日     |      |
| 保雲     | 2016年8月1日－2016年9月13日    | 代理 |
| 鄭裕峯   | 2016年9月13日－2023年11月10日  |      |
| 進能     | 2023年11月11日－2023年11月29日 | 代理 |
| 劉哲明   | 2023年11月30日－現任           |      |

### 區政組織
文山區公所是臺北市政府在文山區的派出機關，在中華民國政府架構中為市政府綜理區政的執行機關，上級業務監督機關為臺北市政府。区长由市長任命，其任期為無任期保障。在區長、副區長及主任秘書之下，設有5課4室等9個內部單位。

### 行政區
現今文山區行政範圍的確立，來自於1990年合併景美區與木柵區設立的文山區。文山區共轄43里，原行政區與現次分區的分布情形為：
| 聚落     | 舊區劃   | 次分區        | 里別   | 里別   | 境內地標 |
| -------- | -------- | ------------- | ------ | ------ | -------- |
| 萬 盛    | 景 美 區 | 景美 次分區   | 萬年   | 萬和里 | 公館     |
| 萬 盛    | 景 美 區 | 景美 次分區   | 萬盛里 | 萬祥里 |          |
| 萬 盛    | 景 美 區 | 景美 次分區   | 萬有里 | 萬隆里 |          |
| 萬 盛    | 景 美 區 | 景美 次分區   | 景仁里 | 景慶里 |          |
| 萬 盛    | 景 美 區 | 景美 次分區   | 景美里 | 景華里 |          |
| 萬 盛    | 景 美 區 | 景美 次分區   | 景東里 | 景行里 | 景美夜市 |
| 興 福    | 景 美 區 | 興隆 次分區   | 興福里 | 興安里 |          |
| 興 福    | 景 美 區 | 興隆 次分區   | 興豐里 | 興邦里 |          |
| 興 福    | 景 美 區 | 興隆 次分區   | 興得里 | 興昌里 |          |
| 興 福    | 景 美 區 | 興隆 次分區   | 興旺里 | 興泰里 |          |
| 興 福    | 景 美 區 | 興隆 次分區   | 興業里 |        |          |
| 興 福    | 景 美 區 | 興隆 次分區   | 興光里 | 興家   | 萬芳醫院 |
| 內 湖    | 木 柵 區 | 木柵 次分區   | 木柵里 | 木新里 |          |
| 內 湖    | 木 柵 區 | 木柵 次分區   | 華興里 | 試院   |          |
| 內 湖    | 木 柵 區 | 木柵 次分區   | 順興里 | 明興里 |          |
| 內 湖    | 木 柵 區 | 木柵 次分區   | 忠順里 | 明義里 |          |
| 內 湖    | 木 柵 區 | 木柵 次分區   | 樟腳里 |        |          |
| 內 湖    | 木 柵 區 | 木柵 次分區   | 樟樹里 | 樟林里 |          |
| 內 湖    | 木 柵 區 | 木柵 次分區   | 樟新里 | 樟文里 |          |
| 內 湖    | 木 柵 區 | 二格山 次分區 | 老泉里 | 指南里 | 貓空     |
| 坡 內 坑 | 木 柵 區 | 二格山 次分區 | 萬興里 | 政大里 | 動物園   |
| 坡 內 坑 | 木 柵 區 | 萬芳 次分區   | 萬芳里 | 萬美里 | 萬芳社區 |
| 坡 內 坑 | 木 柵 區 | 萬芳 次分區   | 博嘉里 |        |          |

## 醫療

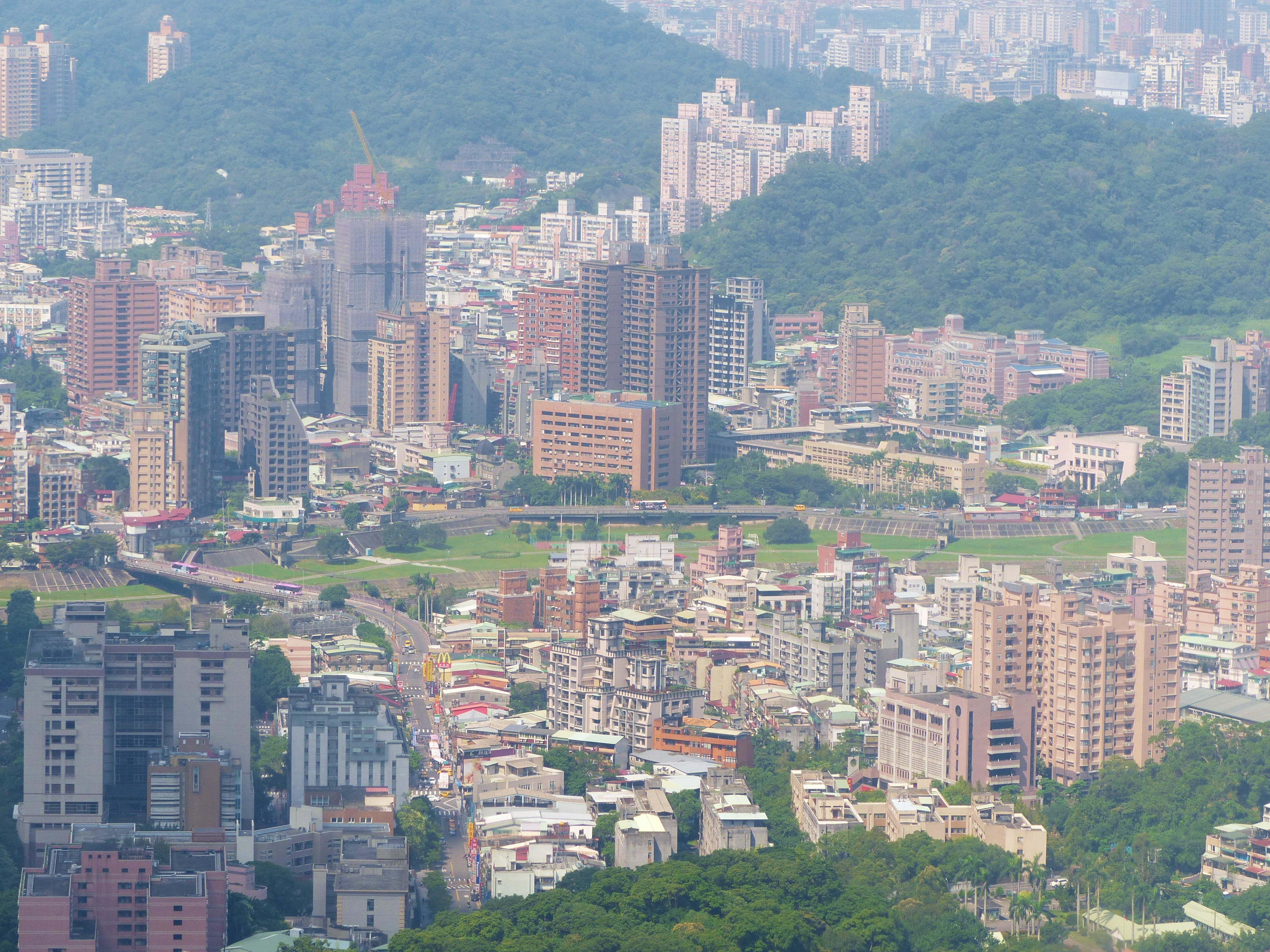
從貓纜俯望文山區萬興里

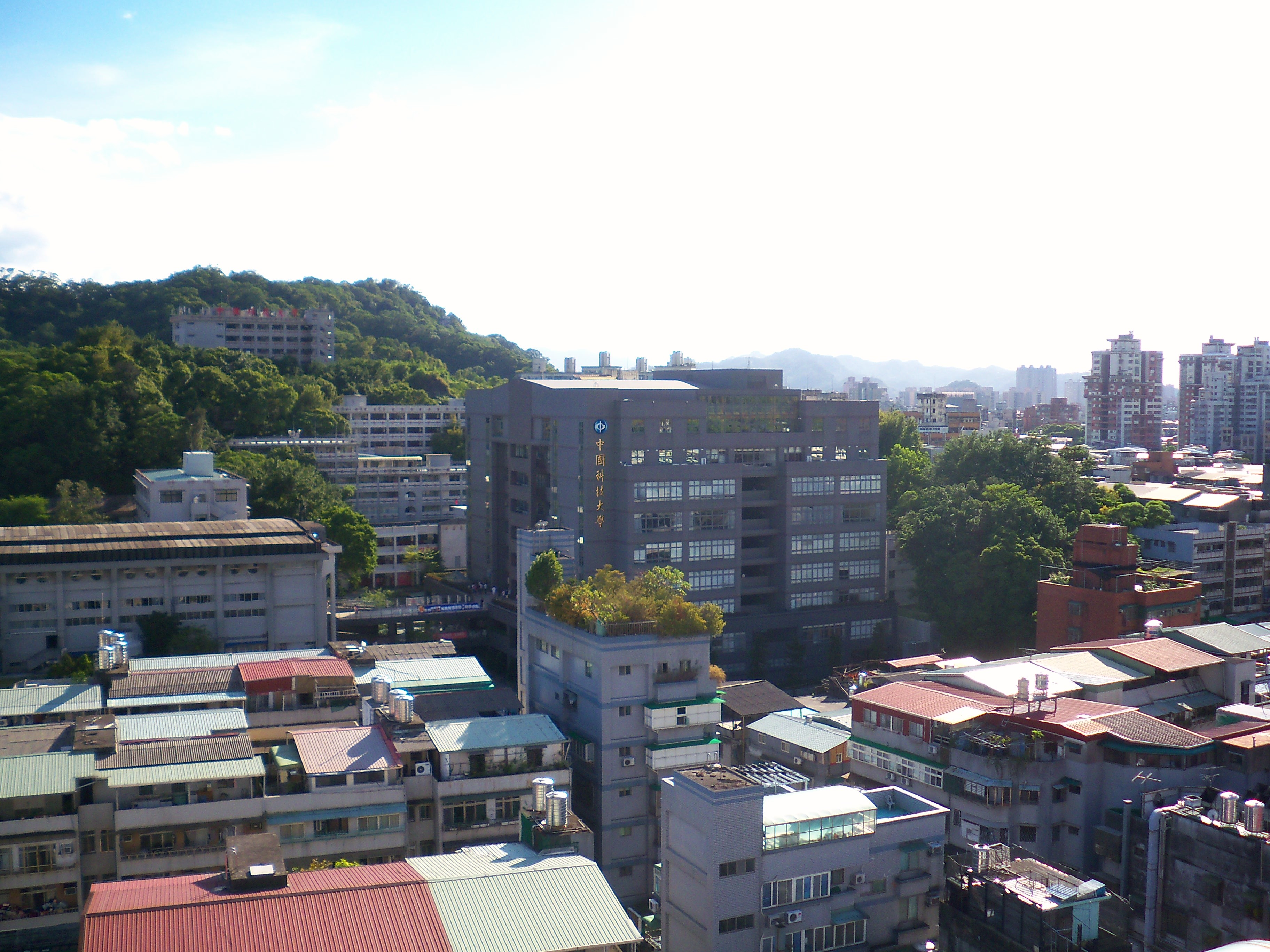
文山區興隆路一帶

- 臺北市立萬芳醫院
- 景美綜合醫院

## 教育

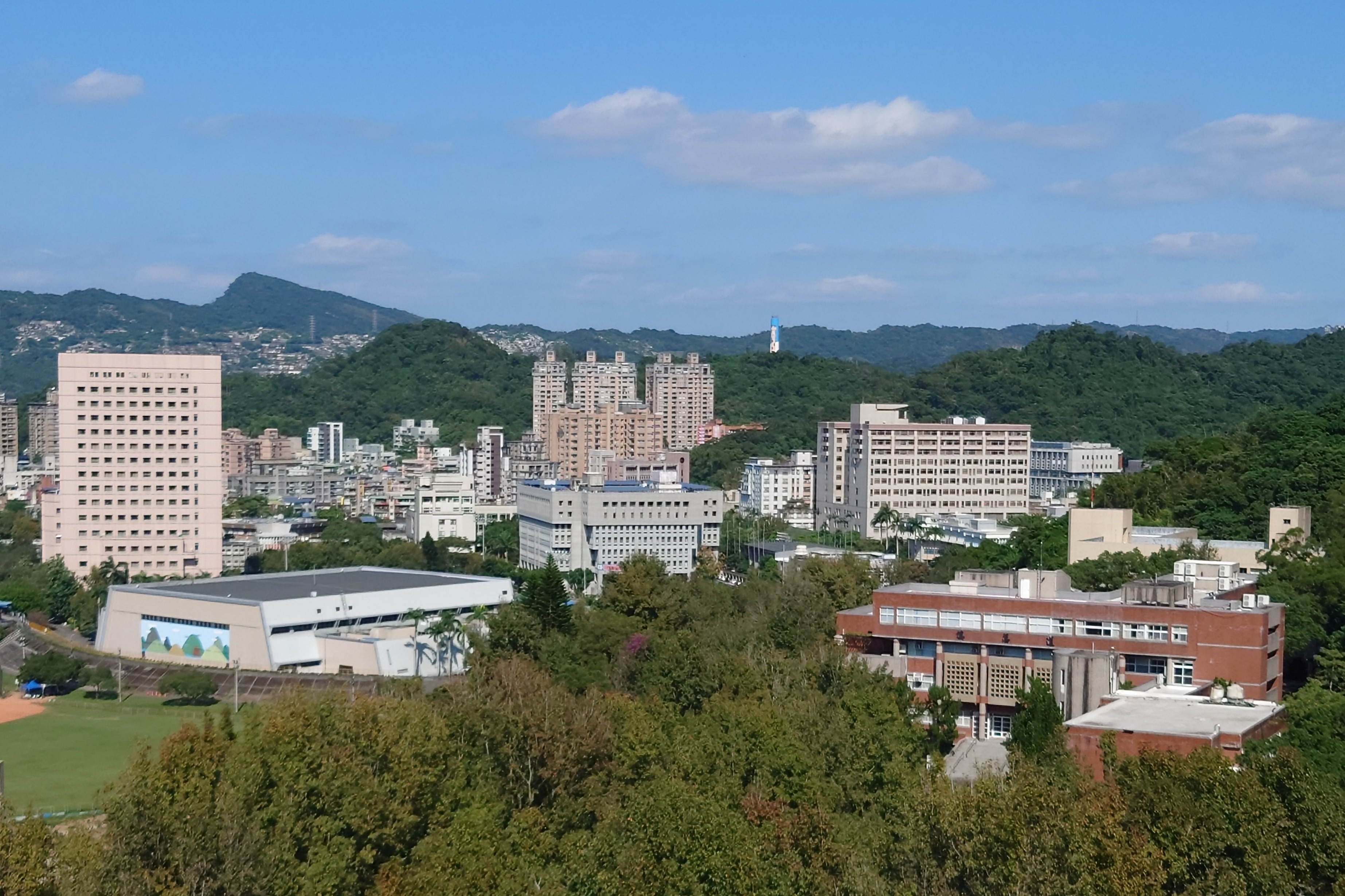
國立政治大學

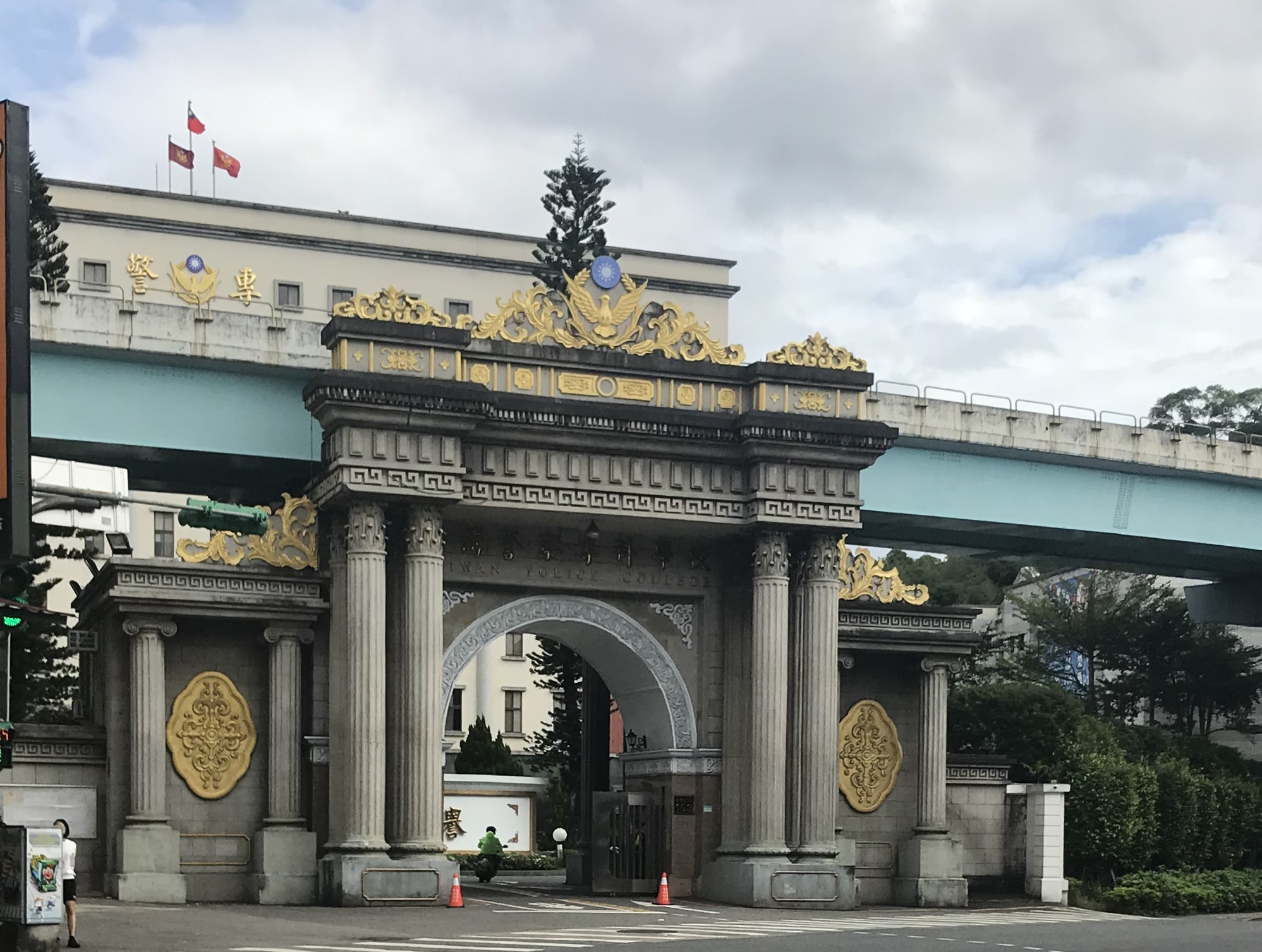
臺灣警察專科學校

### 圖書館
- 台北市立圖書館景美分館- 學校教育[9]
- 台北市立圖書館景新分館- 臺北市教育[10]
- 台北市立圖書館文山分館- 茶藝[11]
- 台北市立圖書館永建分館- 考試銓敘[12]
- 台北市立圖書館力行分館- 臺灣文學[13]
- 台北市立圖書館木柵分館- 法律 [14]
- 台北市立圖書館萬興分館- 大陸資料[15]
- 台北市立圖書館安康民眾閱覽室[16]
- 台北市立圖書館萬芳民眾閱覽室[17]
- 台北市立圖書館公訓圖書站[18]

### 大專院校
- 國立政治大學
- 國立臺灣師範大學公館校區
- 臺灣警察專科學校
- 國立臺灣戲曲學院木柵校區
- 世新大學
- 中國科技大學臺北校區

### 高級中等學校
- 國立政治大學附屬高級中學
- 臺北市立景美女子高級中學
- 臺北市立萬芳高級中學
- 臺北市立木柵高級工業職業學校
- 臺北市私立東山高級中學
- 臺北市私立靜心高級中學
- 臺北市私立再興高級中學
- 臺北市私立滬江高級中學
- 臺北市私立景文高級中學
- 臺北市私立大誠高級中學

### 國民中學
- 臺北市立木柵國民中學
- 臺北市私立靜心高級中學附設國民中學
- 臺北市私立再興高級中學附設國民中學
- 臺北市立景美國民中學
- 臺北市立實踐國民中學
- 臺北市立興福國民中學
- 臺北市立北政國民中學
- 國立政治大學附屬高級中學附設國民中學
- 臺北市立景興國民中學

### 國民小學
- 臺北市文山區木柵國民小學
- 臺北市文山區辛亥國民小學
- 臺北市文山區武功國民小學
- 臺北市文山區明道國民小學
- 臺北市文山區指南國民小學
- 臺北市文山區博嘉國民小學
- 臺北市文山區溪口國民小學
- 臺北市文山區實踐國民小學
- 臺北市文山區萬興國民小學
- 臺北市文山區興華國民小學
- 臺北市文山區興德國民小學
- 臺北市文山區力行國民小學
- 臺北市文山區永建國民小學
- 臺北市文山區志清國民小學
- 國立政治大學附設實驗國民小學
- 臺北市文山區景美國民小學
- 臺北市文山區景興國民小學
- 臺北市文山區萬芳國民小學
- 臺北市文山區萬福國民小學
- 臺北市文山區興隆國民小學
- 臺北市私立中山國民小學
- 臺北市私立靜心高級中學附設國民小學
- 臺北市私立再興高級中學附設國民小學

### 特殊學校
- 臺北市立文山特殊教育學校

### 社會教育
- 臺北市文山社區大學

## 公共設施

### 公園綠地

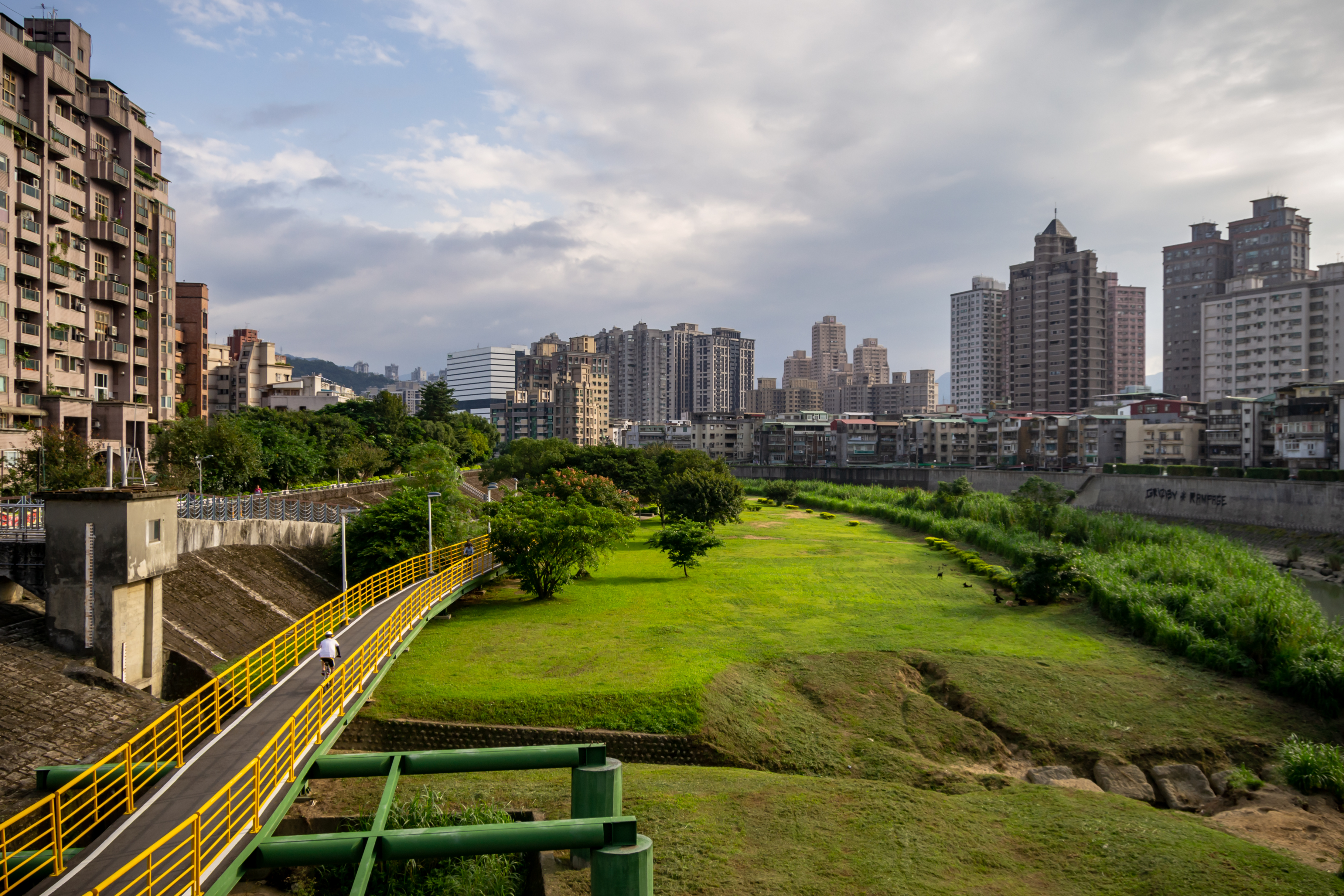
木柵河濱公園

- 博嘉運動公園
- 福德坑環保復育公園
- 華興公園[19]
- 萬隆東營區社會福利設施
- 文山景美運動公園
- 興隆公園
- 文山森林公園
- 木柵河濱公園

### 運動場館
- 文山運動中心

### 殯葬用地
- 富德公墓[20]
- 景美一號公墓
- 辛亥12號公墓

## 旅遊

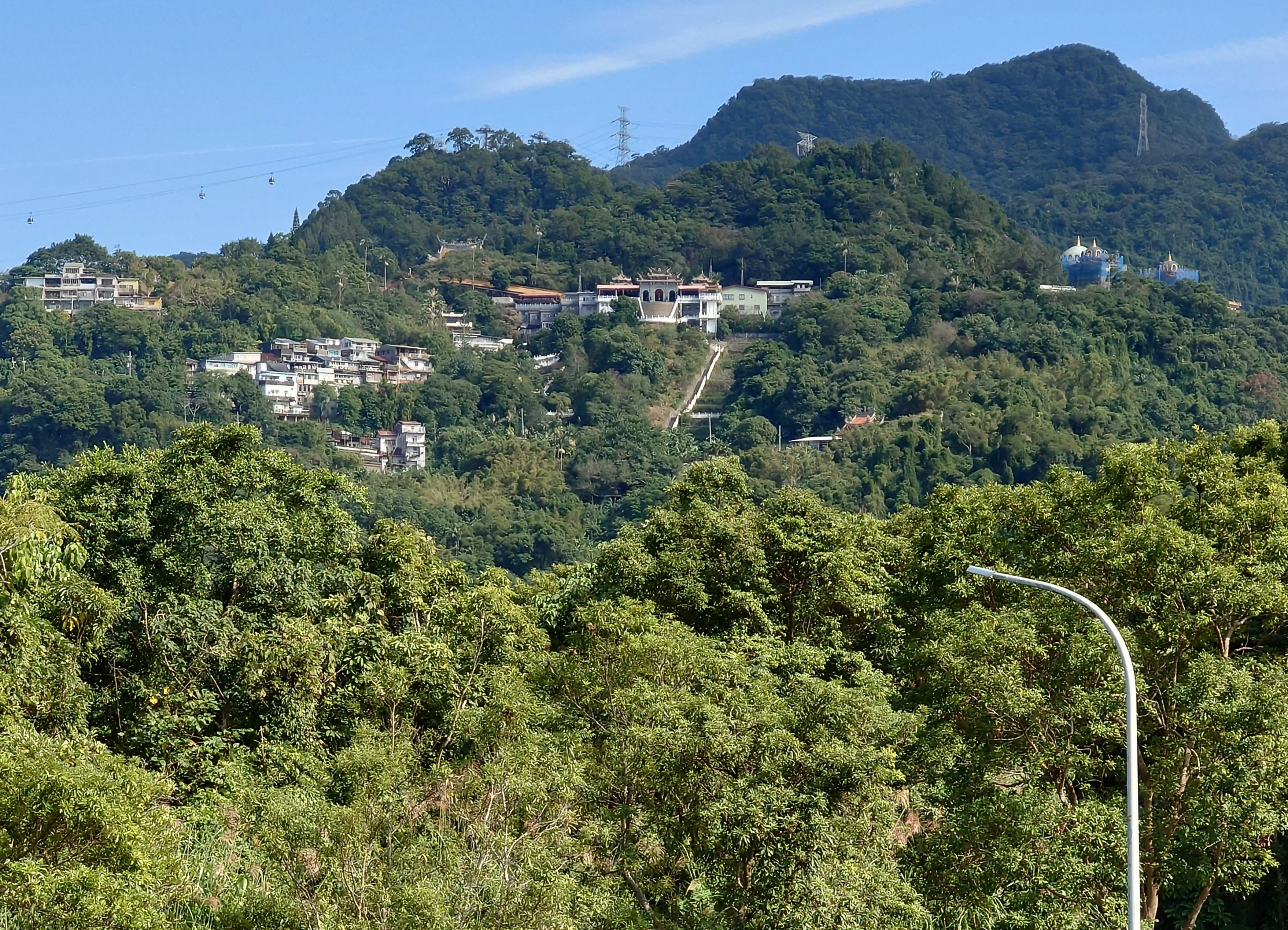
木柵指南宮，佔地近近80公頃，為台灣道教聖地

### 景點
- 臺北市立動物園
- 貓空
- 貓空纜車
- 仙跡岩

### 廟宇
- 慈光寺
- 指南宮
- 天恩宮
- 樟山寺
- 木柵集應廟
- 景美集應廟
- 木柵忠順廟
- 景美會元洞清水祖師廟
- 景美順天宮
- 風動石聖公廟
- 西寒寺
- 景美福興宮
- 萬慶巖清水祖師廟
- 萬隆集應廟
- 景美代天宮
- 仙跡巖廟

### 考古遺址

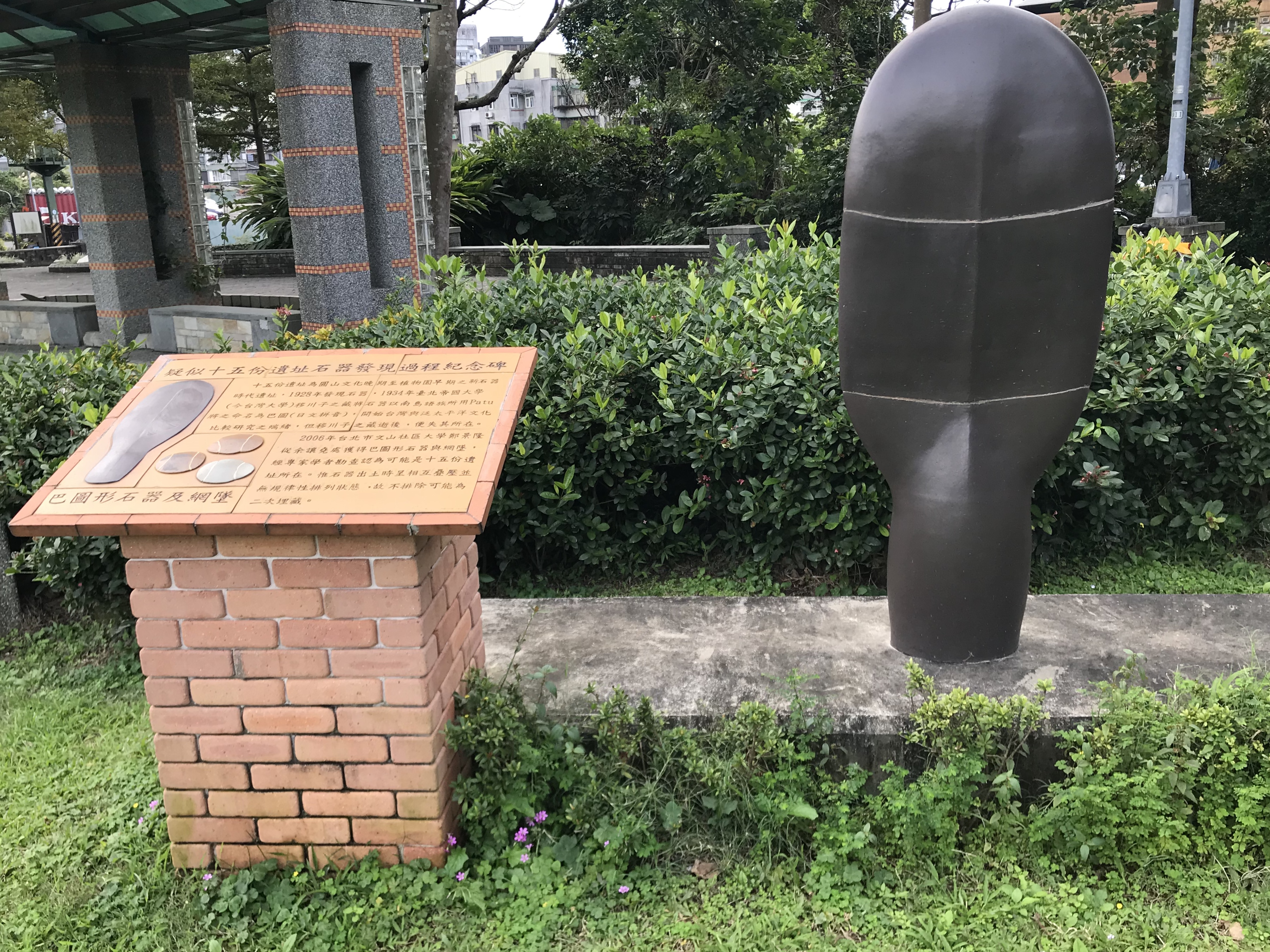
十五份遺址紀念碑

- 十五份遺址：新石器時代晚期的考古遺址。

### 商圈
- 景美夜市[21]
- 萬芳醫院商圈
- 政治大學商圈

### 百貨賣場
- 瀚星百貨
- 愛買景美店

## 交通

### 臺北捷運
- 文湖線：辛亥站－萬芳醫院站－萬芳社區站－木柵站－動物園站
- 松山新店線：萬隆站－景美站
- 貓空纜車：動物園站－動物園南站－指南宮站－貓空站
- 環狀線（興建中）：考試院站－馬明潭站－文山區公所站－政大站－動物園站[22]

### 新北捷運
輕軌
- 深坑輕軌（規劃中）：動物園站

### 道路
- 國道三號（福爾摩沙高速公路）
  - 20 木柵木柵交流道
- 國道三甲臺北聯絡線
  - 3 萬芳萬芳交流道
  - 5 木柵木柵交流道
- 信義快速道路
- 台9線：羅斯福路
- 市道106線：木柵路
- 木新路
- 指南路
- 新光路
- 興隆路
- 辛亥路
- 秀明路
- 萬芳路
- 和平東路（原路段部分為軍功路）

### 公車、客運
- 聯營0南（萬芳社區 - 捷運東門站）
- 聯營和平幹線 （萬芳社區 - 衡陽路）
- 聯營66 （捷運動物園站 - 松山車站）
- 聯營復興幹線 （建國北路 - 景美）
- 聯營109（萬芳社區 - 陽明山）
- 聯營237（臺北市立動物園 - 金甌女中)
- 聯營251（東南科大 - 木新路 - 臺北車站）
- 聯營251(區間車) (東南科大 - 捷運公館站)
- 聯營羅斯福路幹線（東南科大 - 興隆路 - 臺北車站）
- 聯營236(區間車) (東南科大 - 捷運公館站)
- 聯營252（石壁坑 - 臺北車站）
- 聯營253（景美女中 - 臺北車站）
- 聯營278（景美 - 捷運內湖站）
- 聯營278（區間車） (景美 - 民生社區)
- 聯營282（臺北市立動物園 - 圓環）
- 聯營284（汐止社后 - 景美）
- 聯營294（臺北市立動物園 - 仁愛國中）
- 聯營295（臺北市立動物園 - 臺北車站）
- 聯營298（萬芳社區 - 行天宮）
- 聯營505（撫遠街 - 景美）
- 聯營679（臺北市立動物園 - 內湖金龍寺）
- 聯營660（深坑 - 圓環）
- 新北666（景美 - 石碇）
- 新北666(區間車) (景美 - 八分寮)
- 聯營松江新生幹線（青潭 - 捷運新店站 - 捷運七張站 - 捷運公館站 - 臺灣大學 - 光華商場 - 新生公園 - 復興北村）
- 聯營643（錦繡 - 中央印製廠 - 捷運七張站 - 捷運公館站 - 臺灣大學 - 光華商場 - 新生公園 - 復興北村）
- 聯營644（青潭 - 捷運新店站 - 捷運七張站 - 捷運公館站 - 中正紀念堂 - 臺大醫院 - 博愛路）
- 聯營647（大崎腳 - 青潭 - 中正路 - 捷運大坪林站 - 考試院 - 捷運木柵站 - 臺北市政府）
- 聯營648（錦繡 - 玫瑰中國城 - 中央印製廠 - 捷運七張站 - 捷運公館站 - 中正紀念堂 - 臺北車站青島路）
- 聯營基隆路幹線（中生橋頭 - 大崎腳 - 青潭 - 捷運新店站 - 捷運七張站 - 公館 - 捷運六張犁站 - 臺北市政府）
- 聯營673（大鵬新村 - 慈濟醫院 - 興隆市場 - 捷運辛亥站 - 臺灣科技大學 - 公館 - 兒童交通博物館 - 和平醫院 - 龍山寺 - 華中河濱公園）
- 新北793（樹林站 - 林家花園 - 新板橋車站 - 捷運新埔站 - 捷運景安站 - 捷運大坪林站 - 捷運七張站 - 景美女中 - 萬壽橋頭 - 捷運動物園站）
- 新北796（木柵站 - 司法新村 - 景美女中 - 捷運七張站 - 捷運大坪林站 - 捷運景安站 - 板橋監理站 - 板橋外站 - 南雅站）
- 新北795（木柵 - 平溪）
- 新北819（捷運大坪林站 - 深坑）
- 新北849（烏來 - 捷運新店站 - 滬江中學 - 捷運景美站 - 捷運公館站 - 中正紀念堂 - 臺北車站（青島））
- 聯營912 (深坑 - 捷運市政府站)
- 聯營949 (深坑 - 捷運古亭站)
- 聯營綠1（綠野香坡 - 捷運新店站 - 捷運七張站 - 景美女中 - 國泰新村 - 政大 - 捷運動物園站 - 臺北市政府）
- 新北綠2（實踐國中 - 捷運萬芳醫院站 - 馬明潭 - 國泰新村 - 景美女中 - 遠東工業城 - 捷運景安站 - 捷運永安市場站 - 永和區公所 - 秀景里）
- 聯營棕2（景美女中 - 寶強路 - 捷運大坪林站 - 景美國中 - 捷運萬芳醫院站 - 捷運萬芳社區站 - 萬芳社區）
- 聯營棕3（捷運動物園站 - 貓空纜車動物園站 - 政治大學- 木柵高工 - 捷運木柵站 -萬芳社區- 萬美社區）
- 聯營棕5（萬芳社區 - 萬美社區 - 捷運萬芳社區站 - 木柵高工 - 文山行政中心 - 政治大學 - 指南宮）
- 聯營棕6（捷運動物園站 - 政治大學 - 考試院 - 世新大學 - 景美 - 捷運萬隆站 -捷運萬芳醫院站 - 捷運萬芳社區站 -捷運台北101/世貿站-捷運市政府站）
- 新北棕7（綠野香坡 - 捷運新店站 - 景美女中 - 國泰新村 - 捷運木柵站 - 臺北市政府）
- 聯營棕11（捷運動物園站 - 政治大學 - 國關中心 - 馬明潭 - 捷運萬芳醫院站 - 捷運公館站-台灣大學）
- 聯營棕11(副線)（捷運動物園站 - 政治大學 - 政大御花園 - 馬明潭 - 捷運萬芳醫院站 -興福國中）
- 聯營棕12（景美 - 世新大學 - 考試院 - 馬明潭 - 捷運萬芳醫院站 - 捷運辛亥站 -台灣科技大學 - 捷運公館站 -客家文化主題公園）
- 聯營棕15（捷運動物園站 - 政治大學 - 樟山寺 - 貓空纜車站 ）
- 聯營棕15(區間車)（捷運動物園站 - 政治大學 - 樟山寺 - 貓空纜車站 ）
- 聯營棕18（ 政治大學 - 捷運動物園站 - 貓空纜車動物園站-捷運台北101世貿站-捷運市政府站 ）
- 聯營棕21（ 政治大學、兆如安養中心 - 捷運動物園站 -捷運台北101世貿站-捷運市政府站 ）
- 聯營棕22（景美 - 世新大學 - 考試院 - 馬明潭 - 捷運萬芳醫院站 - 捷運辛亥站 -台灣科技大學 - 捷運公館站 -青年公園）
- 1558（基隆車站 - 東南科技大學 - 臺北市立動物園）

## 都市計畫及都市更新

### 安康社區
座落於文山區興隆路上的平價住宅，曾是臺北市最大的平宅社區，為提供低收入戶免費借住的公有社會福利住宅（每戶每月支付臺幣一千元以下的管理費），由台北市政府台北市政府社會局主管。居住人口約有兩千五百多人。由於房屋外觀陳舊、內部擁擠，常被外界貼上污名化的標籤。2012年台北市政府宣布將全面改建。興隆公宅將於2024年三期全面完工。

### 勞金局
國家住宅及都市更新中心預計於2024年對「臺北市文山區勞金局公辦都更案」公辦都更案進行招商。

### 住二山限區
文山區興隆路二段旁的家家社區、興家社區、興隆社區、寶來社區，是1970年代於山限區政策實施後，較早開闢的坡地住宅區，屬於大規模興闢的4層樓公寓，戶數超過1500戶，集中於單一建照及使照。2024年台北市政府都市更新處委辦「北市山限區都市更新先期規畫」，辦理都市規畫更新評估，藉由調查分析、意見收集及設計，評估都更可行性，並依結果擬定更新計畫，加速推動社區整合都更意願。

### 景美區景華街富品靜心
台北市景美區景華街三棟逾47年老公寓，於2022年6月舉辦拆除典禮，預計2026年後完工「富品靜心」，符合第一級無障礙環境性能，並同時申請銀級綠建築標章。本案由16戶地主共同出資委託富品建設全案管理，且另有2戶合建、2戶為富品建設購地自地自建的複合式開發案。

## 警政治安
- 內政部警政署保安警察第七總隊
- 內政部警政署國道公路警察局第九警察隊 - 木柵分隊
- 臺北市政府警察局文山第一分局
  - 木柵派出所
  - 木新派出所
  - 復興派出所
  - 指南派出所
  - 萬芳派出所
- 臺北市政府警察局文山第二分局
  - 景美派出所
  - 興隆派出所
  - 萬盛派出所
- 台北市政府消防局第一大隊文山中隊
  - 萬芳分隊
  - 景美分隊
  - 木柵分隊
  - 寶橋分隊

## 金融服務
- 中華郵政
  - 文山景美郵局
  - 文山興隆路郵局
  - 文山武功郵局
  - 文山萬盛郵局（師大分部內）
  - 文山萬芳郵局
  - 木柵郵局
  - 文山指南郵局
  - 文山溝子口郵局
  - 文山木新郵局
  - 世新大學郵局（世新大學內）
  - 文山樟腳里郵局
  - 政大郵局（國立政治大學藝文中心內）
  - 文山萬美街郵局

- 臺灣銀行
  - 文山分行
  - 木柵分行

- 新光銀行
  - 興隆簡易型分行

- 華南銀行
  - 木柵分行
  - 文山分行

- 彰化銀行
  - 木柵分行

- 土地銀行
  - 文山分行

- 合作金庫
  - 景美分行

- 玉山銀行
  - 木柵分行

- 元大銀行
  - 景美分行

- 國泰世華銀行
  - 景美分行
  - 文山分行

- 永豐銀行
  - 景美分行
  - 興隆分行

- 安泰銀行
  - 景美分行
  - 興隆分行

- 第一銀行
  - 景美分行
  - 萬隆分行
  - 木柵分行

- 臺北富邦銀行
  - 景美分行
  - 興隆分行
  - 木柵分行

- 中國信託
  - 文山分行
  - 景美分行
  - 木柵分行

## 圖集

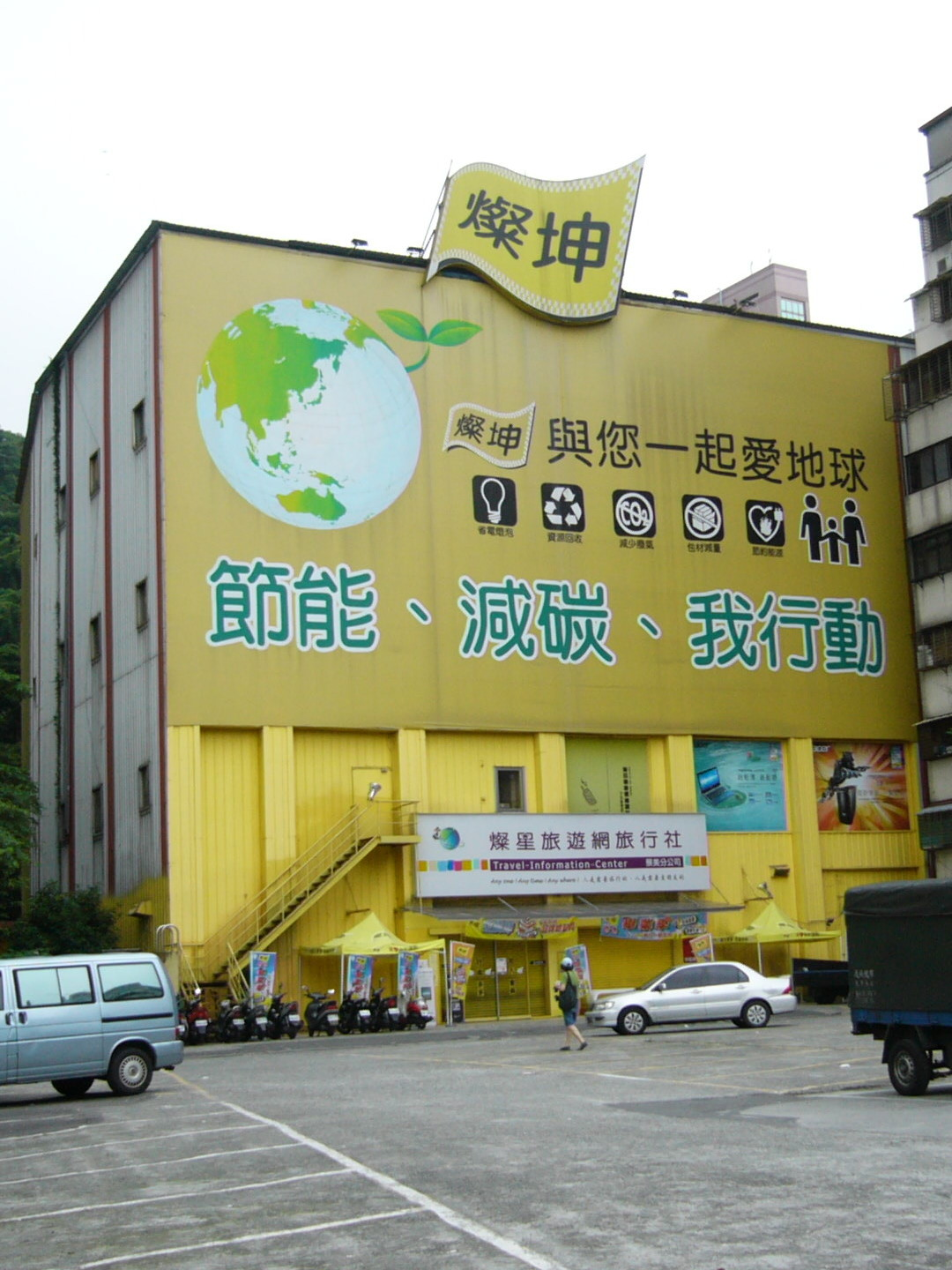
燦坤3C景美店（已搬家，原址改為星靚點花園飯店）
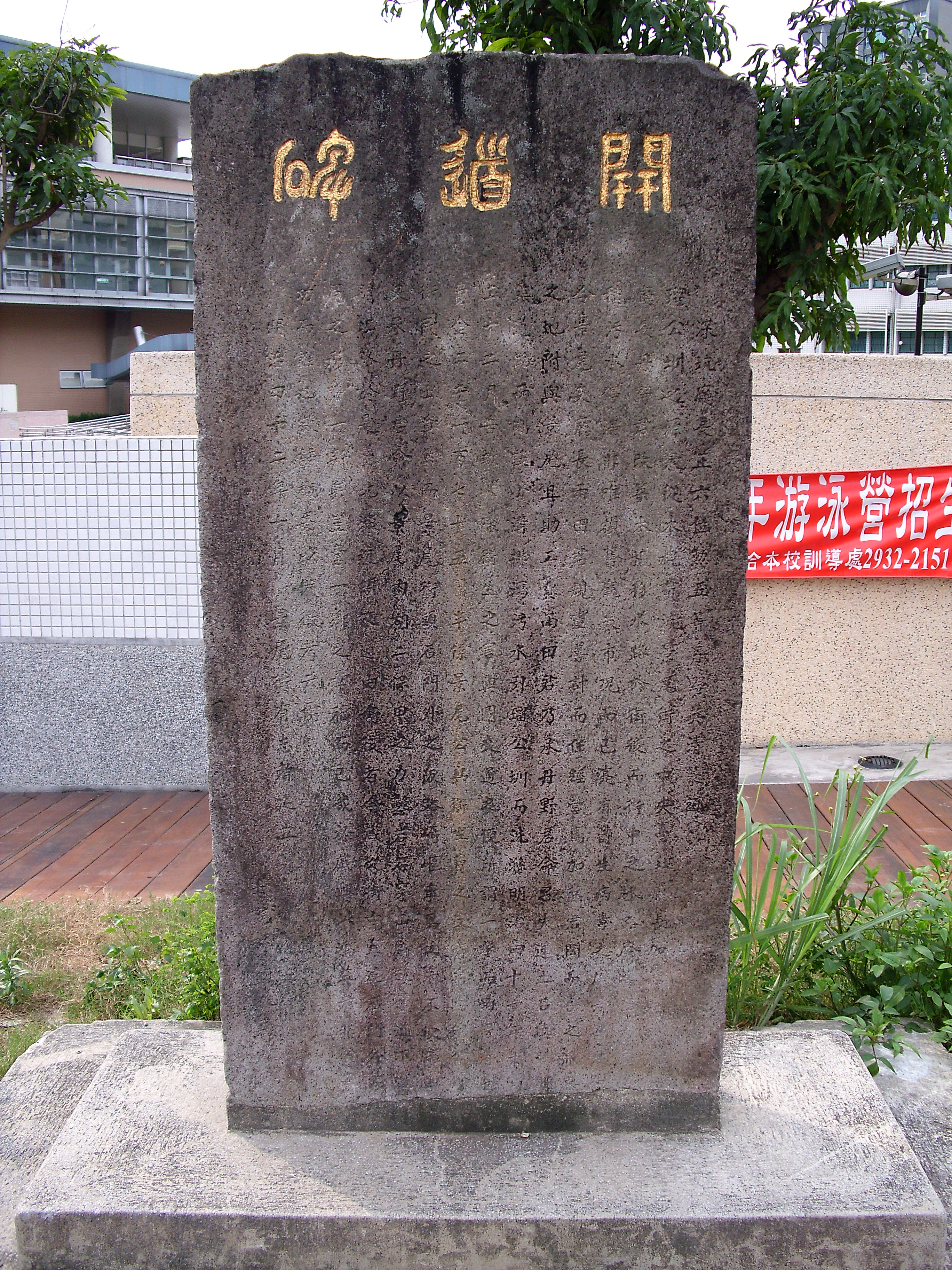
景尾街開道碑
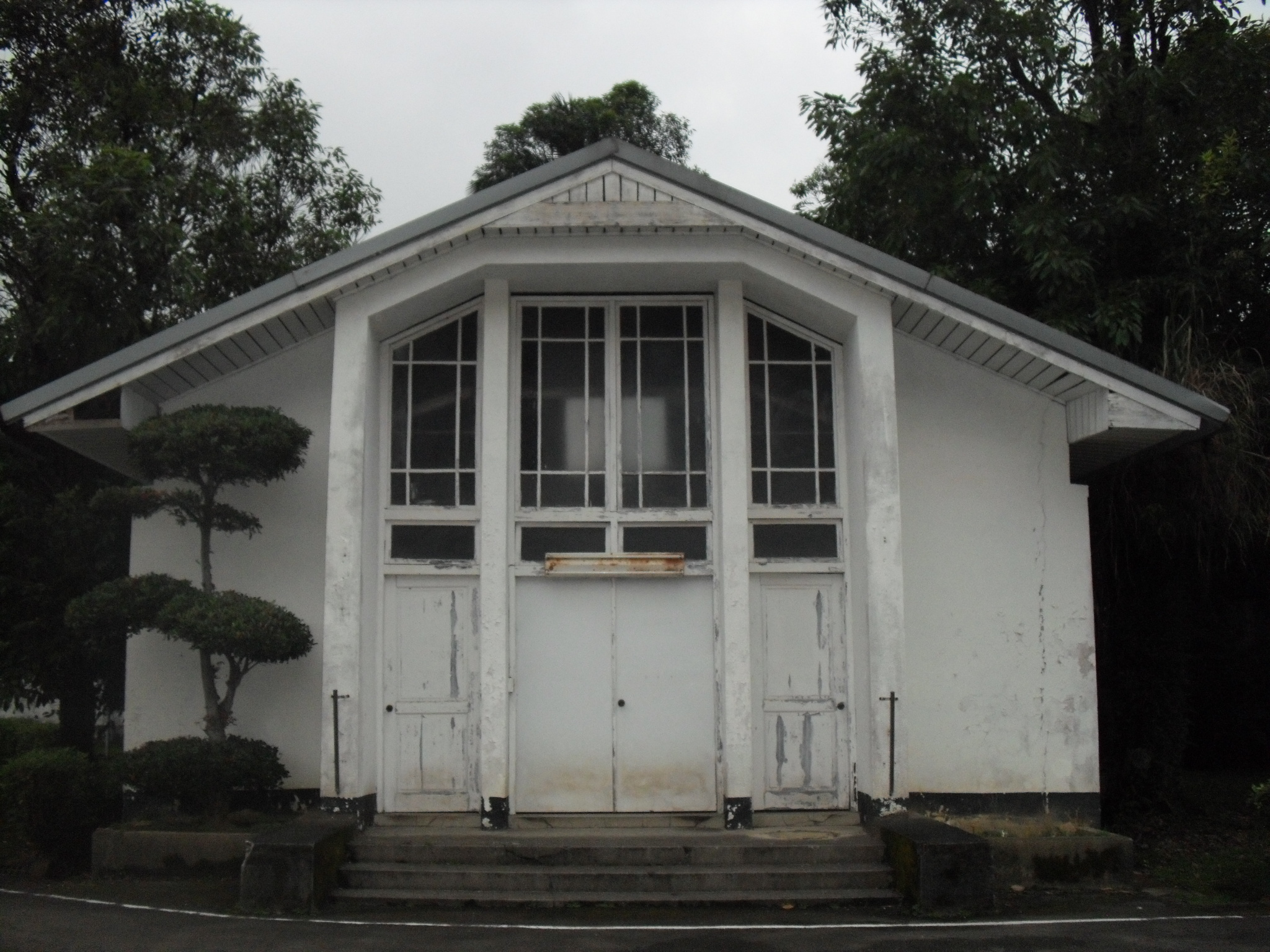
革命實踐研究院院舍
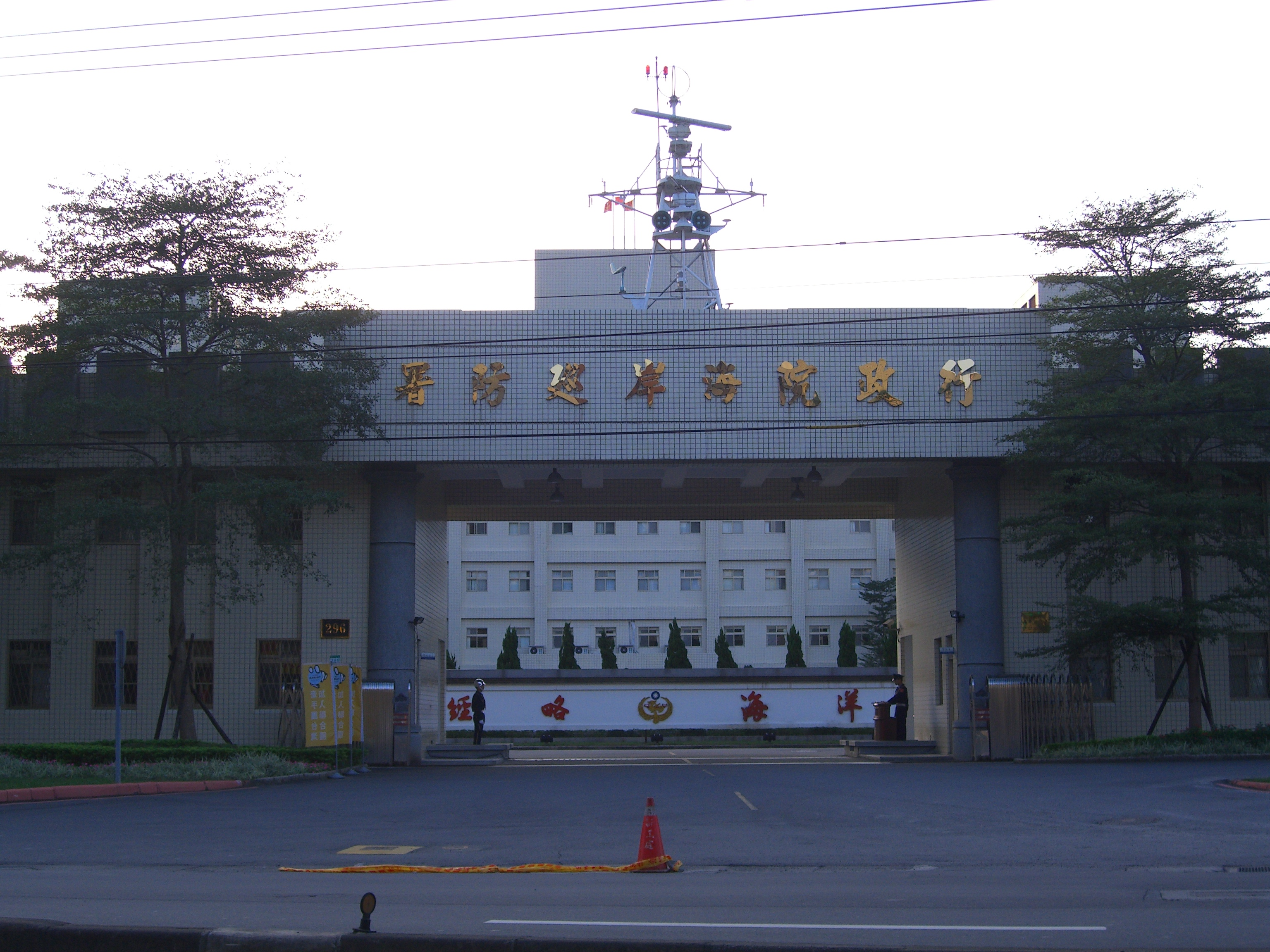
海洋委員會海巡署（原行政院海洋巡防署）
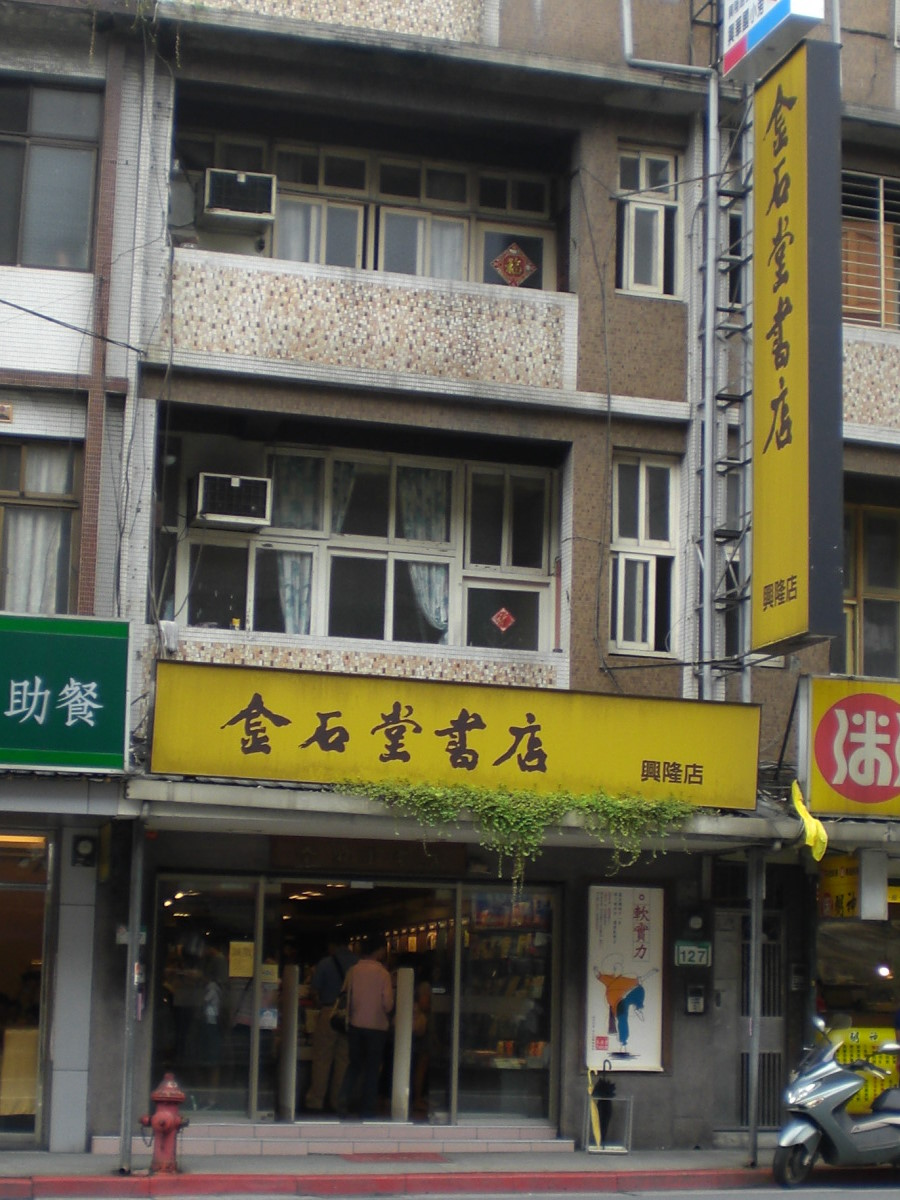
金石堂書店興隆店
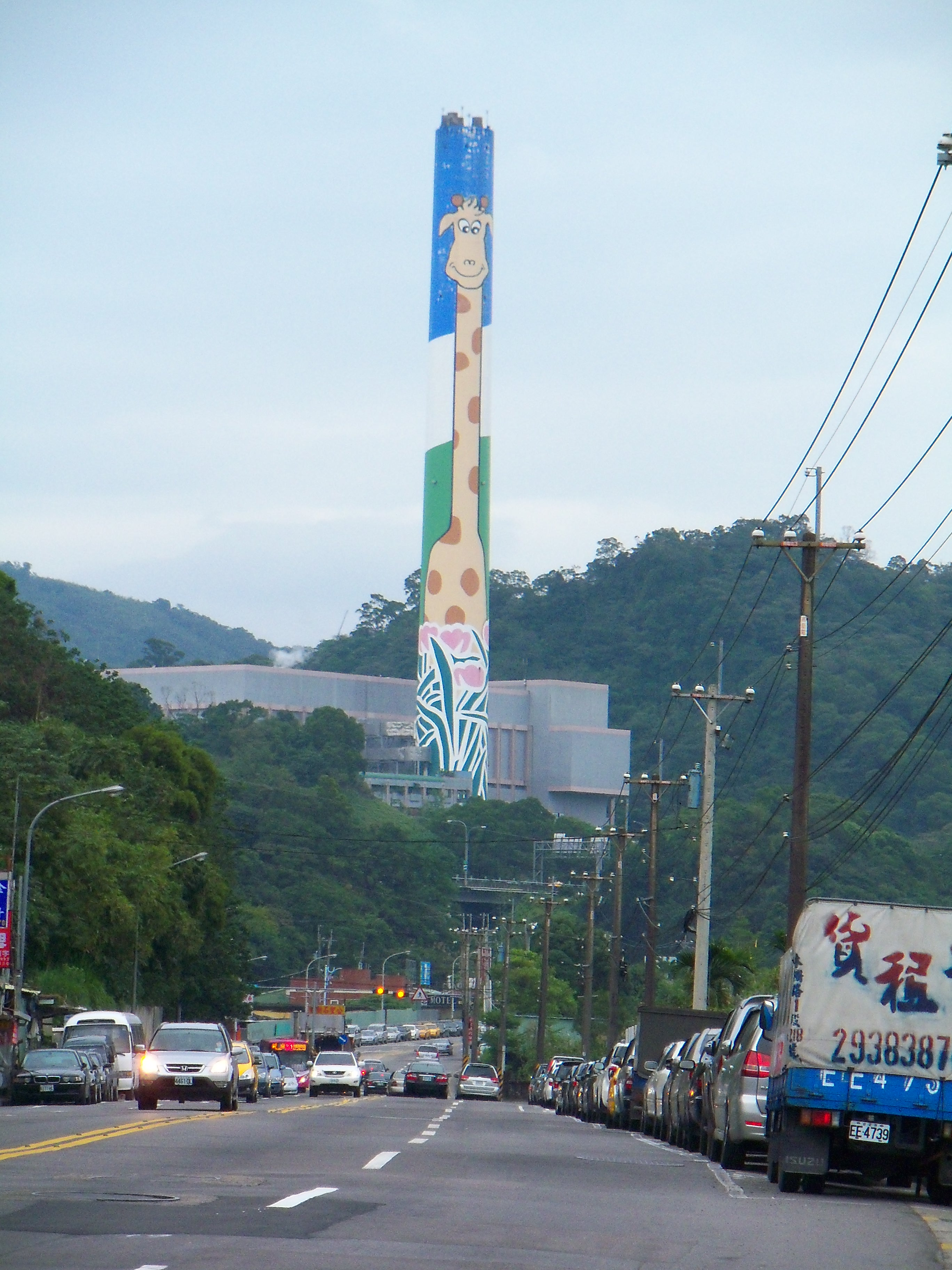
木柵垃圾焚化廠的長頸鹿煙囪
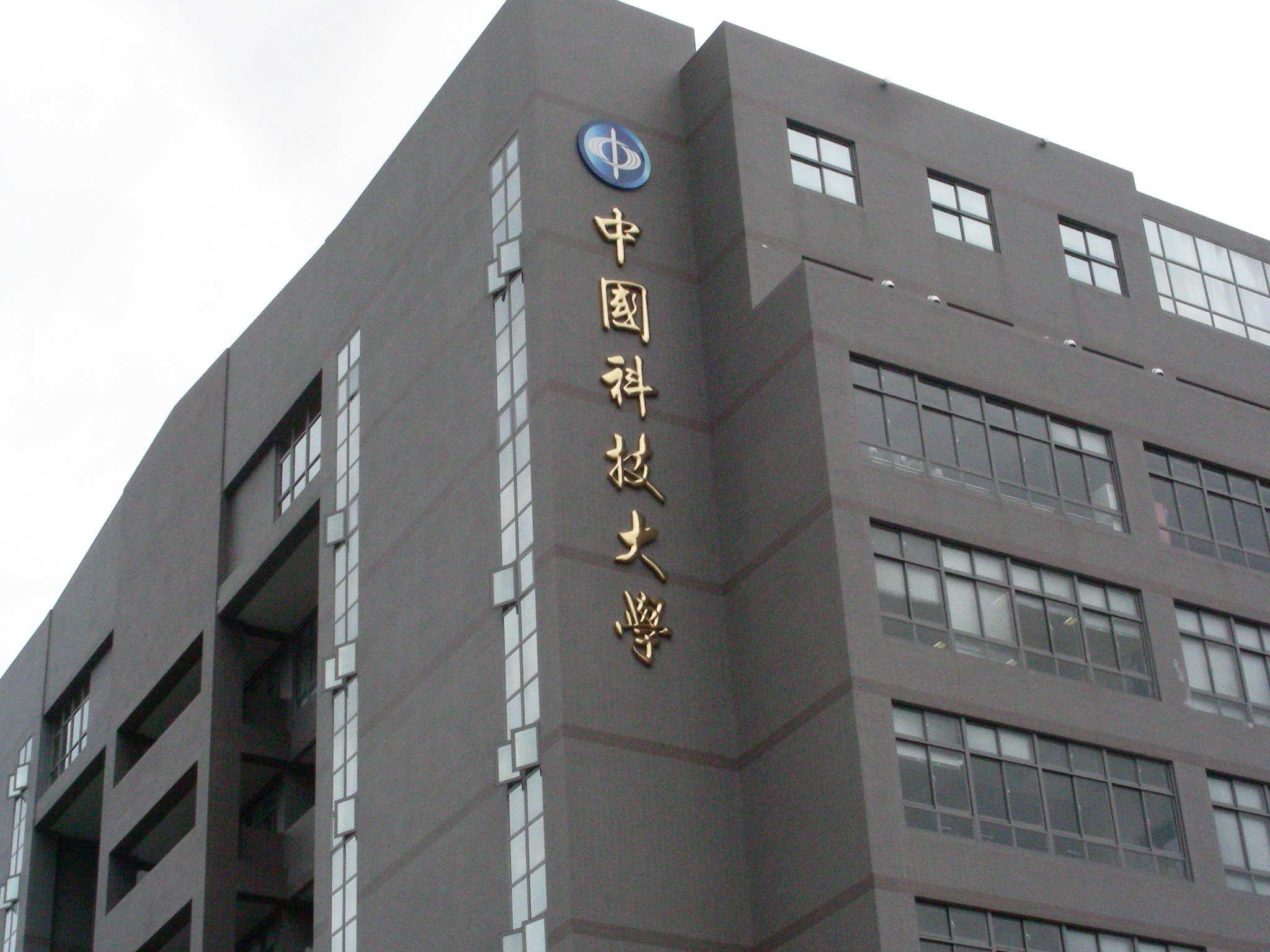
中國科技大學臺北校區格致樓頂樓

## 外部連結
- 臺北市文山區公所（繁體中文）（页面存档备份，存于）